# Kerivoula smithii
Kerivoula smithii (Thomas, 1880) è un pipistrello della famiglia dei Vespertilionidi diffuso nell'Africa subsahariana.

## Descrizione

### Dimensioni
Pipistrello di piccole dimensioni, con la lunghezza totale tra 79 e 93 mm, la lunghezza dell'avambraccio tra 32 e 36 mm, la lunghezza della coda tra 40 e 49 mm, la lunghezza del piede tra 5,9 e 7 mm, la lunghezza delle orecchie tra 11 e 15 mm e un peso fino a 7 g.

### Aspetto
La pelliccia è lunga, densa, lanosa e arricciata. Le parti dorsali variano dal bruno-grigiastro al marrone scuro con dei riflessi argentati e sono cosparse di peli con la punta argentata o giallo-brunastra, mentre le parti ventrali sono marroni chiare con la punta dei peli più chiara, fulva o talvolta argentata. Il muso è lungo, appuntito e nascosto nel denso pelame facciale. Gli occhi sono piccolissimi. Le orecchie sono marroni scure o nerastre, ben separate, a forma di imbuto e con una profonda concavità sul bordo posteriore appena sotto la punta. Il trago è lungo, affusolato, curvato in avanti e con un piccolo lobo alla base sotto un leggero incavo. Le membrane alari sono nerastre o marroni scure. La lunga coda è completamente inclusa nell'ampio uropatagio, il quale ha il margine libero frangiato di peli sparsi.

## Biologia

### Comportamento
Alcuni esemplari sono stati catturati mentre volavano di notte all'interno di case, altri invece sono stati catturati in capanne e in piccoli alberi abbattuti di giorno lungo un corso d'acqua.

### Alimentazione
Si nutre di insetti.

### Riproduzione
Una femmina gravida è stata osservata a settembre e dicembre in Kenya,  a fine novembre in Uganda, mentre altre con piccoli attaccati a loro sono state osservate nei primi di ottobre nella Repubblica Democratica del Congo. Danno alla luce un piccolo alla volta.

## Distribuzione e habitat
Questa specie è diffusa in Nigeria sud-orientale, Camerun meridionale, Repubblica Democratica del Congo centro-occidentale e nord-orientale, Uganda sud-occidentale e Kenya centrale.
Vive nelle foreste pluviali, mangrovie, foreste di palude, foreste montane fino a 2.700 metri di altitudine.

## Conservazione
La IUCN Red List, considerato il vasto areale e la popolazione presumibilmente numerosa, classifica K.smithii come specie a rischio minimo (Least Concern)).